# Farvel
Farvel (gren.: Uummannarsuaq; duń.: Kap Farvel) – przylądek na wyspie Egger, najdalej na południe wysunięty punkt Grenlandii. Znajduje się na terenie gminy Kujalleq. Znajduje się na takiej szerokości geograficznej, jak Petersburg, Oslo i Szetlandy. 